# Michael Radich
Michael Radich ist ein neuseeländischer Buddhologe und seit 2018 Professor für Buddhismusstudien am Heidelberg Centre for Transcultural Studies (HCTS) der Ruprecht-Karls-Universität Heidelberg.

## Leben und Wirken
Radich studierte Composition (BMus 1989) sowie Chinese Studies (MA 1995) an der University of Auckland. Im Jahr 2007 promovierte er am Department of East Asian Languages and Civilizations der Harvard University. Von 2005 bis 2017 unterrichtete er an der Victoria University of Wellington, wo er später auch als Associate Professor und Programmdirektor der Religious Studies fungierte. Zudem war er als Gastdozent der Kyoto University (2009) und als Gastprofessor für Buddhismusstudien an der Universität Hamburg (2013–2014) tätig. Seit Januar 2018 ist er Professor für Buddhismusstudien der Universität Heidelberg.
Radich ist Mitherausgeber der „Brill’s Encyclopedia of Buddhism, Vol. II: Lives“, welche 2019 erschienen ist.

## Forschungsschwerpunkte
Michael Radichs Forschungen befassen sich unter anderem mit der Geschichte von buddhistischen Mahāyāna Texten und Vorstellungen (mit Fokus auf China und Indien), mit den transkulturellen Prozessen, durch welche sich der Buddhismus in China entwickelte und mit der Anwendung der Methoden der Digital Humanities auf philologische Fragen in digitalisierten klassischen Sammlungen. Weiterhin beschäftigt er sich mit den Werken von Übersetzern buddhistischer Texte ins Chinesische (hierbei vor allem Dharmarakṣa, Dharmakṣema, Zhu Fonian, Baoyun und Paramārtha). In seinen jüngsten Projekten widmet sich Radich Fragen der Zuschreibung und den damit verbundenen Problemen der Datierung von Texten im Chinesisch Buddhistischen Kanon.

## Fellowships und Auszeichnungen (Auswahl)
- Fellowship for Advanced Researchers der Alexander von Humboldt-Stiftung (Numata Zentrum für Buddhismuskunde) 2015
- Departmental Fellowship, East Asian Languages and Civilizations, Harvard University, 2000-2005
- CUE (Bok Center) Certificate of Distinction in Teaching, Harvard University, Spring 2003

## Mitgliedschaften
- International Association of Buddhist Studies
- Indogaku Bukkyōgaku Kenkyūkai 印度学佛教学研究会 (Japanese Association of Indian and Buddhist Studies)
- Society for the Study of Chinese Religions
- New Zealand Asian Studies Society
- Australasian Association of Buddhist Studies

## Schriften (Auswahl)
- "Zhu Fonian suo 'yi' dasheng jingdian de jisuanji fuzhu wenben fenxi yanjiu" 竺佛念所"译"大乘经典的计算机辅助文本分析研究. Shijie zongjiao wenhua 世界宗教文化 (2020), no. 6: 16-22.
- “Reading the Writing on the Wall: 'Sengchou’s' Cave at Xiaonanhai, Early Chinese Buddhist Meditation, and Unique Portions of *Dharmakṣema’s Mahāparinirvāṇa-mahāsūtra.” Journal of the International Association of Buddhist Studies 42 (2019 [2020]): 515-632.
- “Was the Mahāparinirvāṇa-sūtra 大般涅槃經 T7 Translated by ‘Faxian’? An Exercise in the Computer-Assisted Assessment of Attributions in the Chinese Buddhist Canon.” Hualin International Journal of Buddhist Studies: E-journal 2, no. 1 (2019): 229-279.
- “Fei Changfang’s Treatment of Sengyou’s Anonymous Texts.” Journal of the American Oriental Society 139, no. 4 (2019): 819-841.
- "Kumārajīva’s 'Voice'?" In China and the World–the World and China: A Transcultural Perspective, edited by Barbara Mittler, Joachim and Natascha Gentz and Catherine Vance Yeh, 131-145. Deutsche Ostasienstudien 37. Gossenberg: Ostasien Verlag, 2019.
- "Zhu Fahu shifou xiuding guo T474?” 竺法護是否修訂過T474? Foguang xuebao 佛光學報, n.s., 5, no. 2 (2019): 15-38.
- “A Triad of Texts from Fifth-Century Southern China: The *Mahāmāyā-sūtra, the Guoqu xianzai yinguo jing, and a Mahāparinirvāṇa-sūtra ascribed to Faxian.” Journal of Chinese Religions 46, no. 1 (2018): 1-41.
- "On the Ekottarikāgama 增壹阿含經 T 125 as a Work of Zhu Fonian 竺佛念." Journal of Chinese Buddhist Studies 30 (2017): 1-31.